# 白川 (淀川水系)

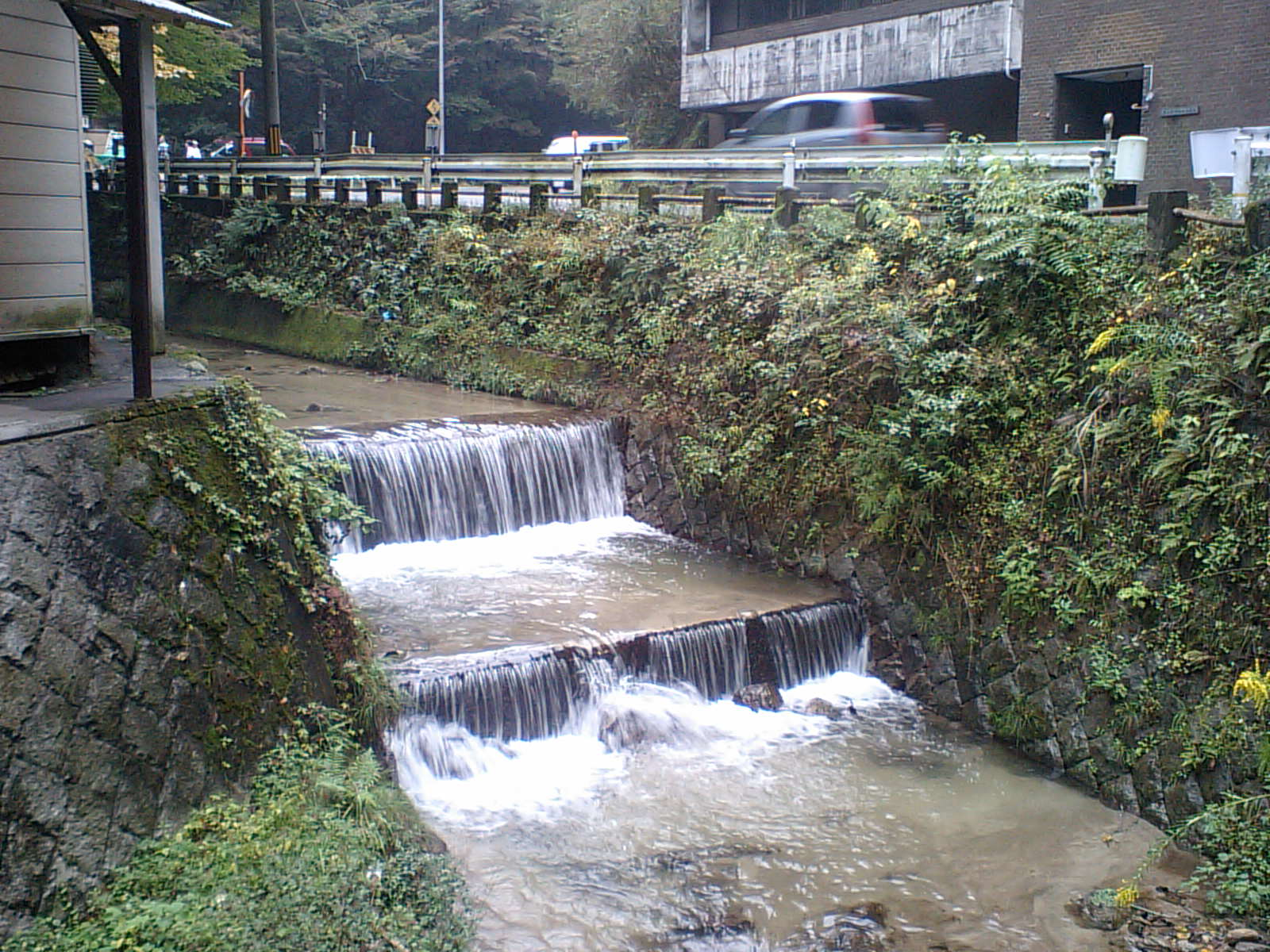
北白川地蔵谷町付近（左京区）

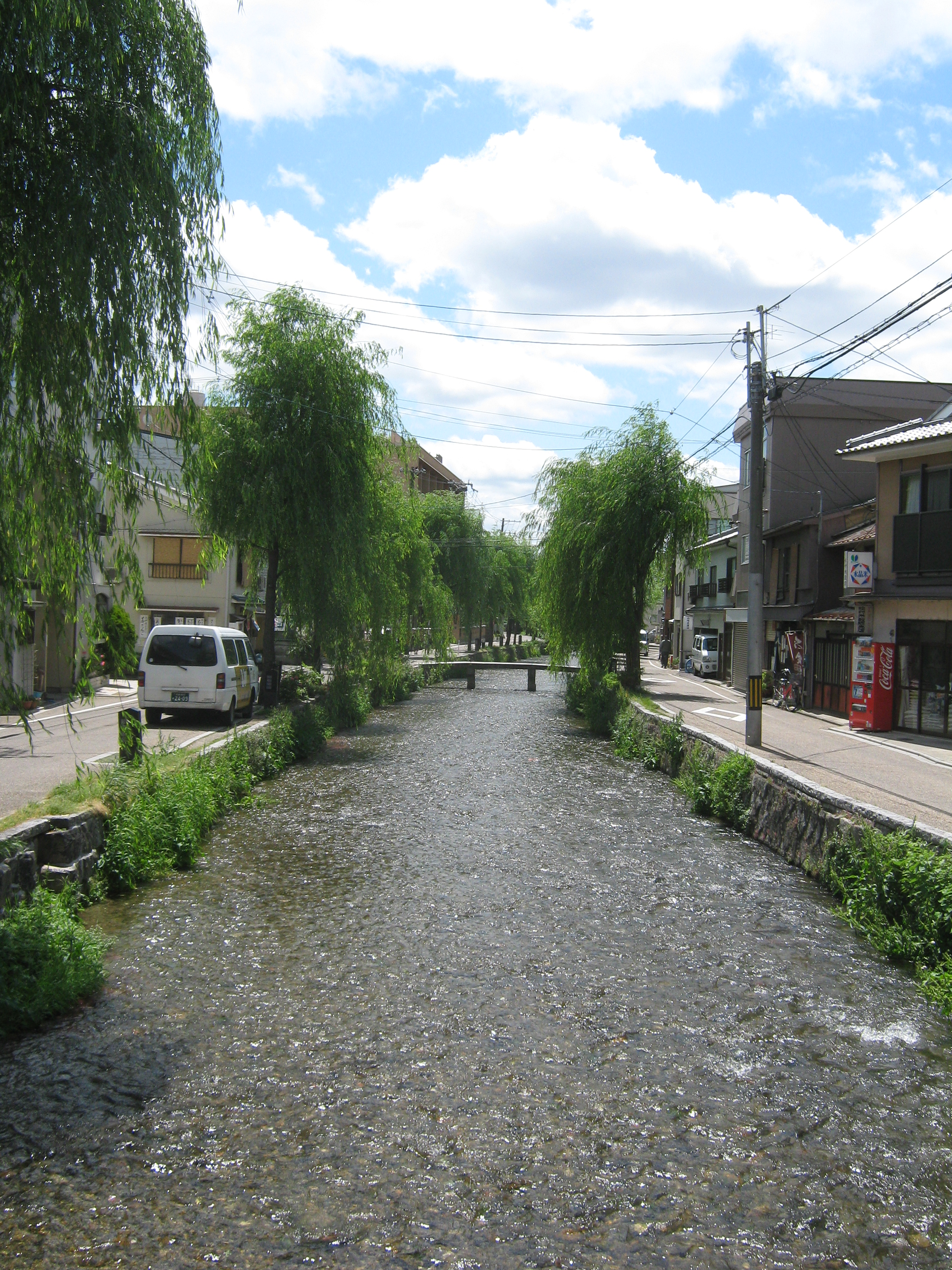
三条通付近（東山区）

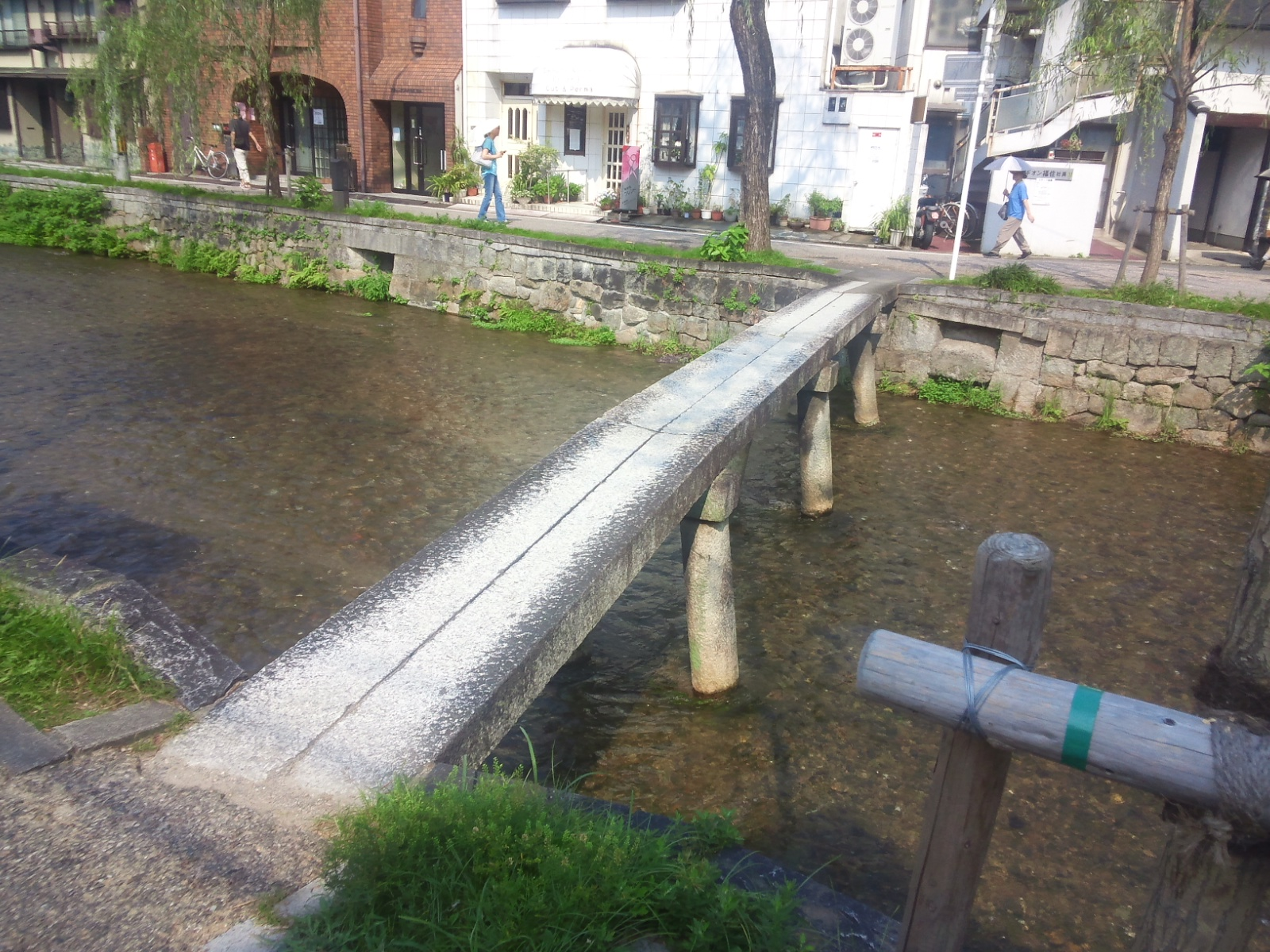
古川町橋（東山区）

白川（しらかわ）は、滋賀県大津市および京都府京都市を流れる淀川水系一級河川鴨川支流の一級河川である。流域のほとんどは京都市東山区および左京区に属している。

## 地理
滋賀県と京都府との境界付近、比叡山と如意ヶ嶽の間に位置する滋賀県大津市山中町の山麓（俗に「白川山」）に源を発し西へ流れ京都府京都市左京区に入る。吉田山北東部の鹿ヶ谷付近で南西に転じ、銀閣寺前で琵琶湖疏水分線と立体的に交差（サイフォンと呼ばれ、琵琶湖疏水分線が白川の下をくぐる）し、南禅寺の西側で琵琶湖疏水に合流し流路を共有する。その後、西行し、平安神宮へと続く神宮道の西で琵琶湖疏水と分かれ、東山区に入り知恩院の西側を流れ、四条通の北側で鴨川に合流する。
また、琵琶湖疏水分線を跨ぐ上流に白川放水路（今出川分水路）の流入口がある。白川放水路は北白川分水路と今出川分水路からなり、洪水時には洪水流が北白川分水路および今出川通の地下に設置された今出川分水路を経て、荒神橋上流の放流口から鴨川に放流される。

## 名称の由来
流域一帯が花崗岩を含む礫質砂層で構成されており、川が白砂（石英砂）に敷き詰められているようである様から命名されたと言われている。

## 石橋
白川の上流域は花崗岩地帯で、昔から多くの花崗岩の採石場があり、北白川にはかつては多くの石工がいたとされ、白川沿いには、北白川天神宮参道橋、古川町橋（一本橋、阿闍梨橋）、古門前橋、大和橋などの古い石橋が数多く残っている。

## 歴史

### 流路
古来からの流れは、三条通の北側1町ほどの場所を東から西の鴨川に向かって流れて合流するという現在の東山・左京両区の境界付近を流れていたと推定されているが、江戸時代初期の承応2年（1653年）作成の『新改洛陽並洛外之図』の段階ではその流れは消滅しており、現在の白川は元々は支流の経路であったと考えられている。
1890年（明治23年）に琵琶湖疏水が完成したことより、途中、琵琶湖疏水（鴨東運河）と流路が共用する区間があり、白川は、源流から南禅寺の西側（南禅寺船溜り）で琵琶湖疏水と合流する上流部分と神宮道に架かる慶流橋の西で琵琶湖疏水と分かれ鴨川に合流する下流部分に分けられる。

### 白川児童プール
1958年に仁王門通（仁王門橋）のすぐ下流側に「児童プール」が作られた。夏場のみ川をせき止めてプールとしたが、水質の劣化により使われなくなった。この児童プールの周辺は両岸とも自動車の乗り入れが規制されている。少し下流側に竹中精麦所水車水路跡がある。水車を使っていた工場は既に撤去されているが水車を回すために白川に並行して作られた水路が残っている。

### 流域の地名
山城名勝志によると白川流域は「白河（白川）」と称して、北側を「北白河」・南側を「南白河/下白河」としていた。古くは南白河のみが「白河」であったが、後には北白河を含めるようになった。江戸時代には逆に北白河（北白川）のみが「白川村」とされ、その後成立した京都府愛宕郡白川村も北白河部分のみのまま引き継がれる。現在では北白河は左京区北白川、南白河は同区岡崎とその周辺地域に該当する。

## 支流
- 鼠谷川
- 地蔵谷川
- 新田川

## 白河下流領域の写真

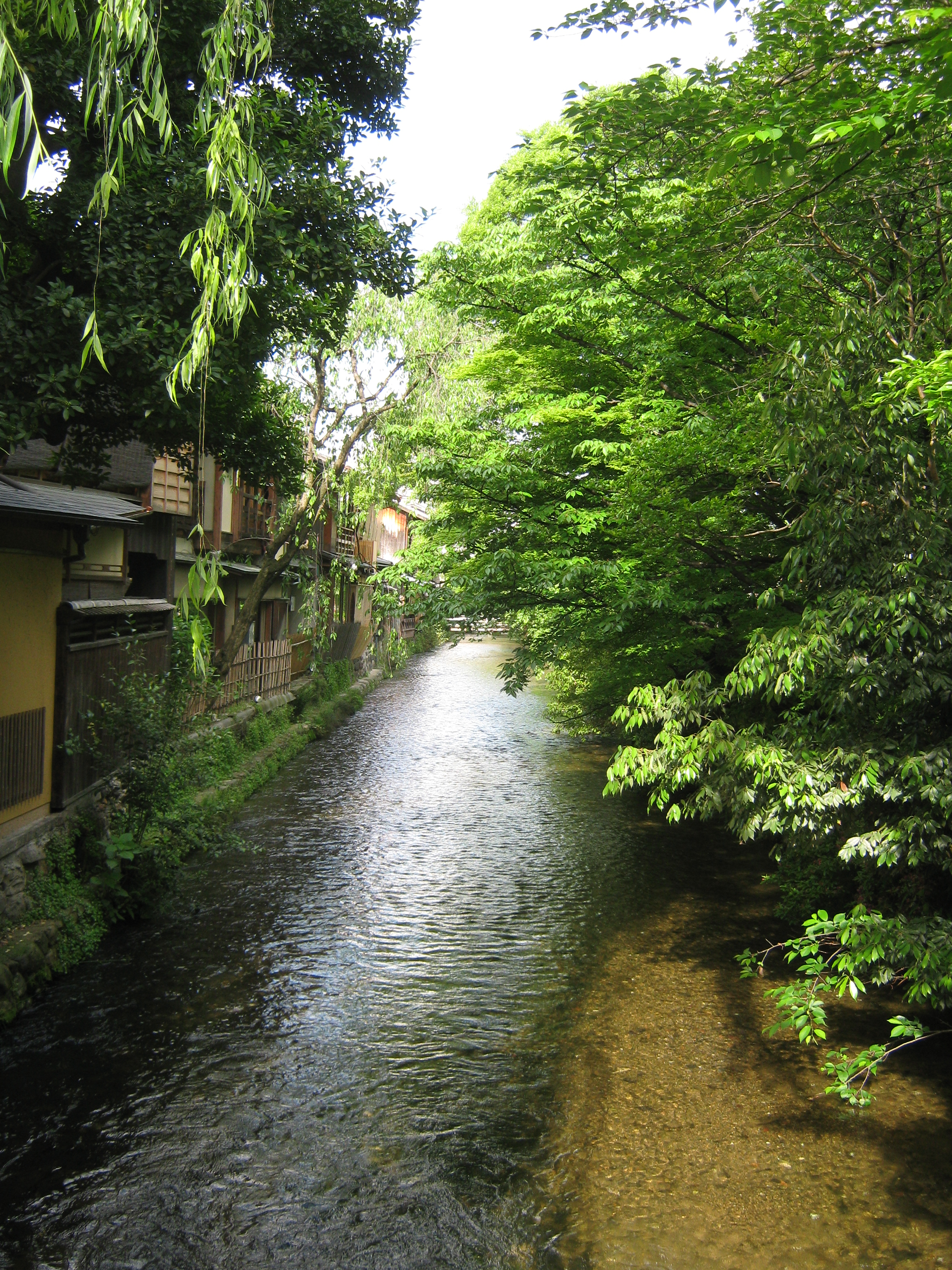
白川南通付近（東山区）
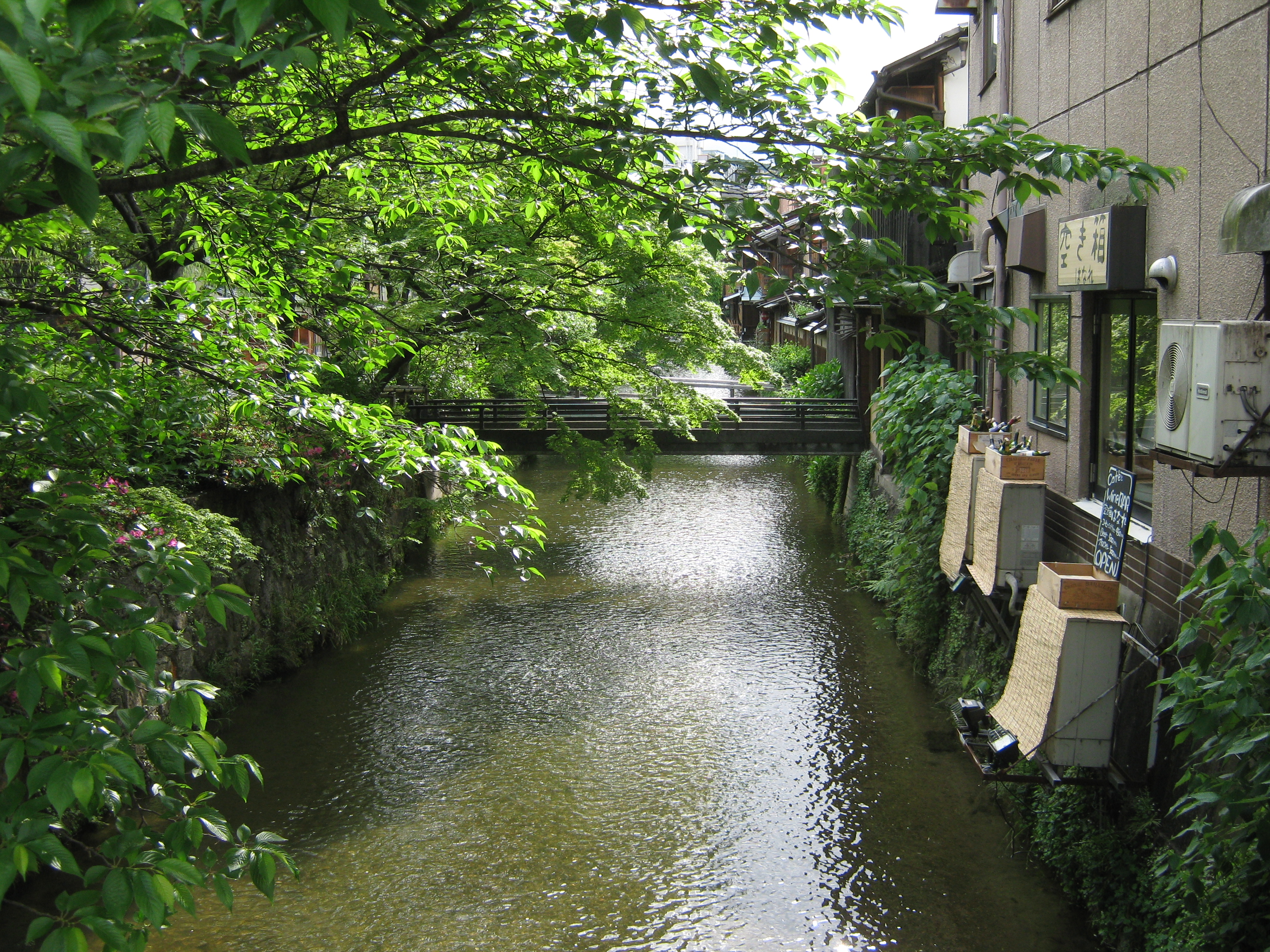
白川南通付近（東山区）
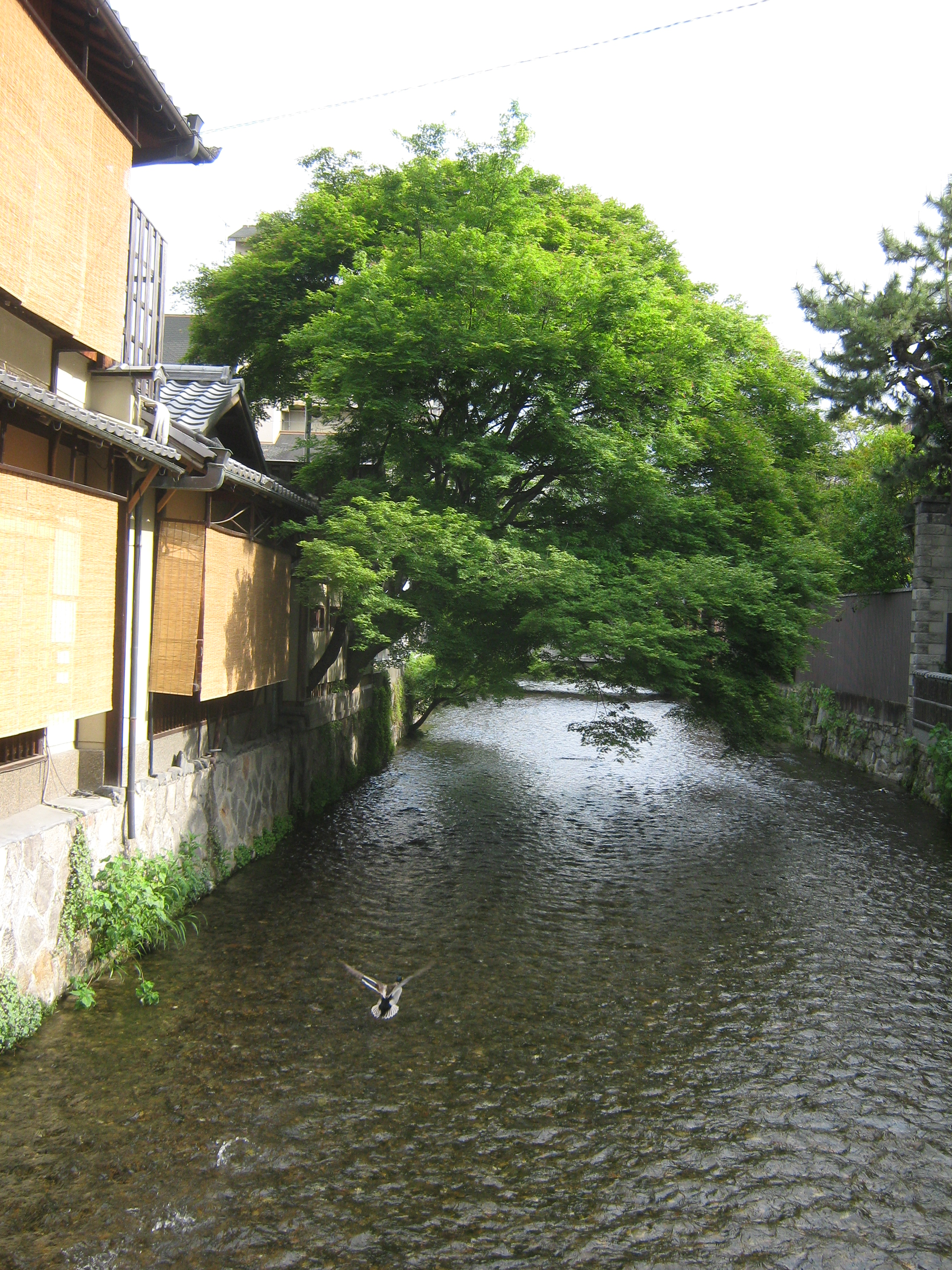
白川南通付近（東山区）
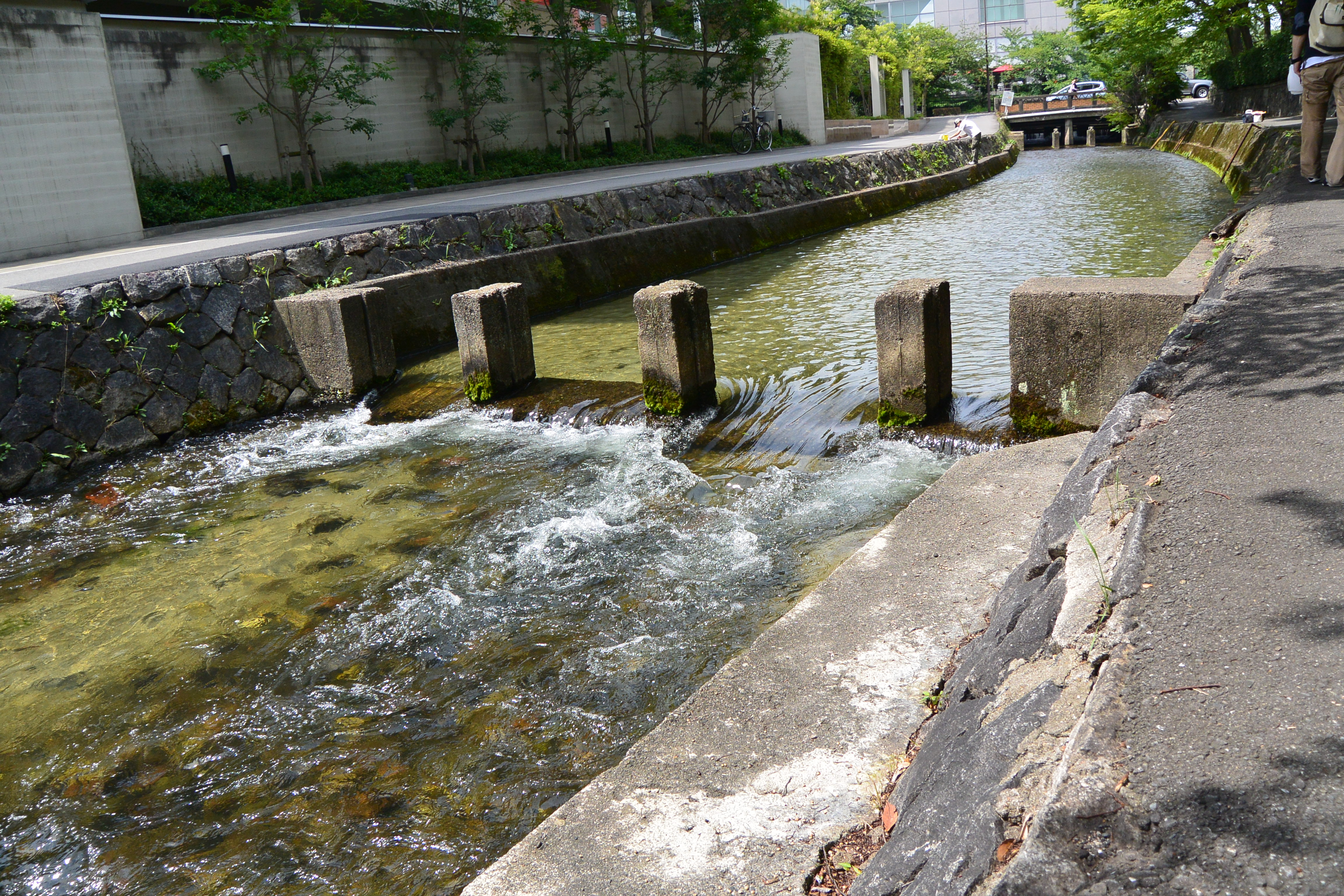
児童プールを作るために設けられた堰、奥に仁王門通が見える
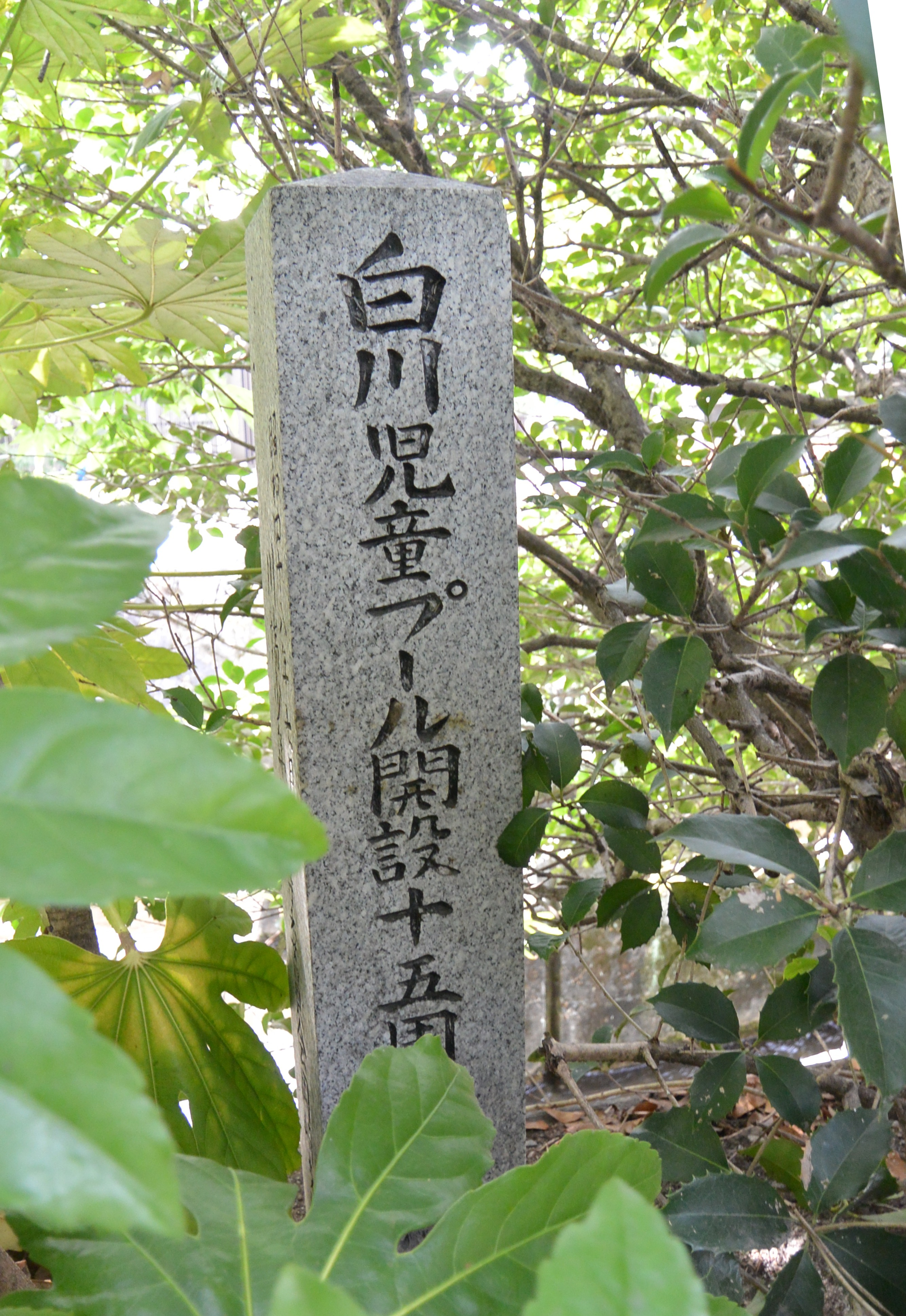
仁王門通の橋の袂にある「白川児童プール15周年」の石碑、昭和48年建立